# Suzavac
Suzavac je vrsta nesmrtonosnog kemijskog oružja i zajedničko ime za skupinu otrovnih tvari koje raspršene u niskim koncentracijama uzrokuju suzenje, bol u očima i nemogućnost držanja otvorenih očiju. Najvažniji suzavci su kloroacetofenon, orto-klorobenziliden-malononitril (CS) i dibenz-oksazepin (CR). Najčešće ga rabi policija, uglavnom za smirivanje nereda i naslinih prosvjeda, i vojska u vojnim operacijama i bliskoj borbi.
Skupina ovih bojnih otrova naziva se suzavci ili nadražljivci te obuhvaćaju bezbojne krutine visoka vrelišta s okusom na papar ili gorki badem. Raspršuju se bombama ili raspršivačima, u obliku dima ili čvrstog aerosola. Zaštitna maska uspješno štiti od nadražljivaca, a dekontaminacija se provodi pranjem nadraženih dijelova tijela alkalnim i kloraktivnim otopinama te provjetravanjem kontaminiranih prostora.
Suzavci trenutno i kratkotrajno nadražuju oči i dišne putove ne izazivajući trajne posljedice.